# Saccopteryx leptura
Saccopteryx leptura is een zoogdier uit de familie van de schedestaartvleermuizen (Emballonuridae). De wetenschappelijke naam van de soort werd voor het eerst geldig gepubliceerd door Schreber in 1774.